# ミナスジェライス州連邦技術教育センター

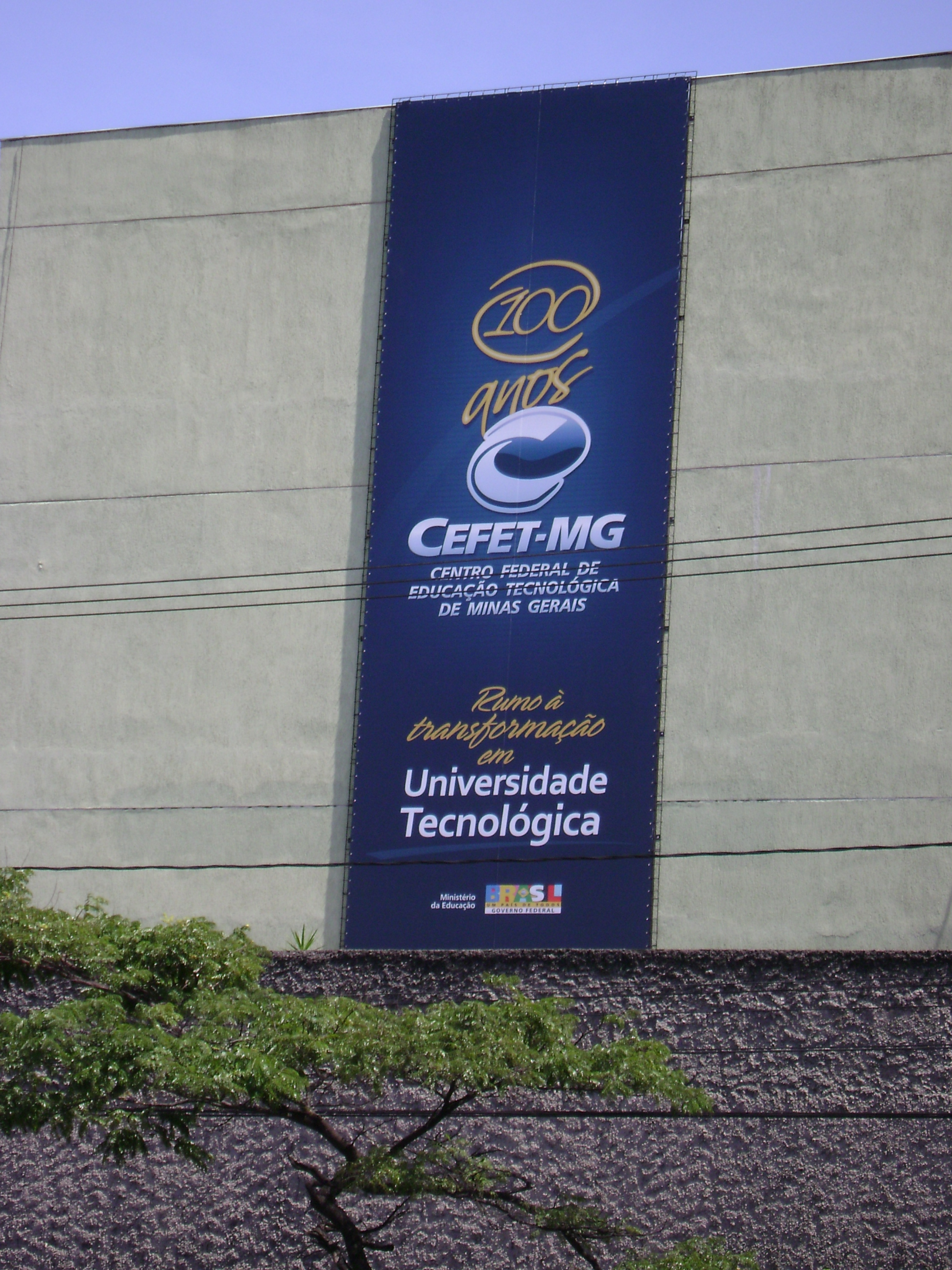
100周年記念のモニュメント

ミナスジェライス州連邦技術教育センター (ポルトガル語: Centro Federal de Educação Tecnológica de Minas Gerais 、略称: CEFET-MG) は、ブラジル・ミナスジェライス州に所在する教育施設である。
幅広い教育を提供する機関で、 約15,000人の学生、650人の教授、400人の職員を擁しており、中・高等教育レベルの研究などを行っている。
第1、第2、第4キャンパスは ベロオリゾンテのアマゾナス通りに、その他のキャンパスはアラシャ、ティモテオ、コンタジェンなどに分散されて設置されている。

## 課程

### 中等教育
CEFET-MGはすべてのキャンパスで中等教育を実施している。

### 専門教育
CEFET-MGは3つの専門的かつ技術的な教育課程を提供している。
- Integrated: 高校を卒業しておらず、CEFET-MGで高卒の資格を手に入れたい学生向け。
- External: 現在、他の中等学校に在籍している学生向け。
- Subsequent: すでに高校を卒業しているを学生向け。

### 学部課程
CEFET-MGの学部課程はほとんどのキャンパス（特に第1キャンパスと第2キャンパス）で提供されている。
学生は、年度末に行われる全国的な高校レベルの試験であるENEMを経て入学する。

### 大学院課程
CEFET-MGでは修士号と博士号を取得することができる。

## 研究活動
CEFET-MGは約40の研究グループを支援しており、そのほとんどが政府の助成金を受けて研究を行っている。